# Минусинский округ (Енисейская губерния)
Минусинский округ — административно территориальная единица Енисейской губернии Российской империи, существовавшая в 1822—1898 годах. В 1898 году был переименован в Минусинский уезд. 

## История
Минусинский инородческий элемент, известный у русских под общим именем татар, разделяется на множество отдельных народцев, носящих различные имена: качинцы, пришедшие сюда из Красноярского округа в конце прошлого и начале нынешнего века, камасинцы, сагайцы, кызыльцы, койбалы и карагасы. Многие из них совершенно обрусели, приняли христианство и переменили образ жизни; сюда относятся в большинстве качинцы, моторы, отчасти кизильцы. Кастрен все эти народцы причисляет к алтайской группе народов, разделяя их на несколько ветвей: монгольскую, тюркскую, самоедскую и финскую. Жившие некогда здесь киргизы и отчасти калмыки в конце XVIII и начале XIX столетия оставили край после безуспешного сопротивления нашествию русских, и перешли отчасти в Китай и на Алтай. Несомненно, что все сохранившиеся в крае памятники, надписи, курганы и городища принадлежат обитавшим здесь со времён христианской эры, если не ранее, предкам киргиз, известных по китайским летописям V века после Р. Х. под именами хакасов и кили-кидзи. Впервые русские появились в крае в 1613 году, когда партия казаков, посланная из Кетского острога, собрала ясак с тубинцев и моторов, живших по рекам Енисею и Тубе. С основанием Красноярска, в 1628 году, начинается более сильное воздействие на обитавших в Минусинском крае народцев. Озлобляемые притеснениями казаков, они неоднократно нападали на красноярские волости. Настоящее и более прочное занятие края началось с 1701 года, когда в самой северной его части поставлен был Караульный острог, ныне село, а в 1707 году Абаканский острог, на левом берегу Енисея, в 135 верстах южнее первого, в земле тубинцев. Основание Абаканского острога и откочевание киргиз с территории Минусинского округа привели к полному его занятию и умиротворению, чему послужило также и наше разграничение с Китаем, после Нерчинского и Буринского договоров. Заселение края, благодаря его плодородию, шло быстро: уже в 1742 году возникли казённые заводы Лугавский и Ирбинский, и край заселялся в большинстве вольными переселенцами из России и отчасти ссылаемыми сюда преступниками. В 1823 году Минусинский край составил особый округ, а селение Минуса стало окружным городом. В 1886 году из Минусинского округа выделен особый  Усинский пограничный округ. С 1898 года округа Енисейской губернии вновь стали именоваться уездами. Минусинский округ, с сохранением административных границ, прежних названий и всей структуры власти, - был переименован в Минусинский уезд.

## География
Географически округ занимал южную часть Енисейской губернии и имел границы: с Красноярский округом на севере, Ачинским округом на севере и северо-западе, c Томской губернией на юго-западе, с Монголией (Усинский пограничный округ) на юге и юго-востоке, с Иркутской губернией на востоке, с Канским округом на северо-востоке.
Площадь округа, за выделением из него Усинского пограничного округа, имела около 77641 кв. версты. Округ делился в административном отношении на город и 4 полицейских земских участка, в состав которых входили 11 волостей, в том числе 2 инородческие. Величина волостей от 2777 до 14933 кв. вёрст.
Большая часть поверхности округа, в особенности юго-западная, южная, юго-восточная и северо-восточная, — холмистые равнины, имеющие степной характер, пересечённые местами невысокими, безлесными в большинстве горными кряжами или группами, заполняют среднюю и отчасти западную и северо-западную части округа. Площадь округа с одной стороны имеет наклон к северу, а с другой с востока на запад. По южной и юго-восточной окраинам округа простирается Саянский горный хребет, лежащий в пределах округа между 95° и 101° восточной долготы от Гринича. Саянская горная цепь, начинаясь в юго-западном углу округа высоким массивом Шабан-дабага, возвышающимся до 7600 футов, за рекой Кантегир выходит из пределов округа, посылая в него свои северо-западные отроги: Кызырсукский, Ойский и Колюмюсский хребты на правом берегу Енисея и Калгановский хребет на левом. Первый два, простираясь от юго-востока к северо-западу, переходят Енисей, образуя в нём пороги. Кызырсукский хребет от 4500 до 5000 футов, обрываясь в Енисей высокой платообразной горой Борус, переходит реку, возвышаясь на левом берегу её горой Итем, далее сливается с восточными отрогами Калгановского хребта. Ойский хребет, высотой до 4500 футов, переходя за Енисей в виде высокой горы Бос-таг, обрывается к Абаканской степи возвышенной сопкой Омай-Тура. Колюмюсский хребет, возвышающийся до 3650 футов, простирается между реками Оей и Кебешем, далее к северу идут более низкие гряды горных хребтов, заполняющих южную часть округа. К востоку от верховьев реки Ус простирается по монгольской границе горный кряж Ирчака, от 4500 до 6000 футов и лишь в некоторых точках возвышающийся до 8000 футов; ещё далее к северо-востоку к границе Иркутской губернии, простираются горные цепи хребта Эргик Аргак-Тайга, возвышающиеся от 4000 до 5000 футов, но в сопках у Чёерного озера до 5820 футов; далее хребет понижается до 4180 футов и лишь в сопке Котур возвышается до 6000 футов; к границам же Иркутской губернии хребет повышается от 6000 до 7000 футов. Весь юго-восточный угол округа, в бассейнах рек Амыла, Кизира и Казыра, заполнен горными хребтами, постепенно понижающимися к реке Туба и представляющими собой глухую, труднодоступную тайгу; тот же характер носит на себе и вся восточная и северо-восточная часть округа, в бассейнах рек Шинды, Кызирика, в верховьях рек Сыды, Сисима и Дербинай; между этими реками и бассейнами рек Маны и Кана, от самого Белогорья, простираются в начале высокие горные цепи Калбак-тайга, Маклу, Аргак-джай, Сорок и Медлет, достигающие 6000 футов. Все эти горы покрыты дремучими лесами, точно так же как и Саяны, и вся эта часть округа представляет труднодоступную, дикую, болотистую и каменистую тайгу. Калгановский хребет, начинающийся от массива Шабан-дабага к северо-северо-востоку высотой до 5300 футов, в дальнейшем простирании постепенно понижается до 3000 футов, переходит затем в невысокий отрог Иссых, протянувшийся по правому берегу реки Абакан, вплоть до его устья. В юго-западной и западной частях округа, по границе Томской губернии, простирается горный хребет Кузнецкого Алатау. Хребты эти носят свои особые названия; так, в юго-западном углу округа возвышается высокий горный кряж Таскыл до 4500 футов, в верховьях реки Таштып горный кряж Кояк, в верховьях реки Аскыз отрог Караташ, а в верховьях рек Уйбата и Белого Июса — Карлыган. От этих гор в северо-восточном направлении простираются в глубь округа Кутенбулакский горный отрог, достигающий левого берега Енисея и сливающийся далее с Батеневскими горами; по правому берегу Белого Июса, далее к северо-востоку, между реками Чулымом и Енисеем, проходят Чулымские горы, в дальнейшем распространении своём понижающиеся до 1500—1600 футов и незаметно сливающиеся с Гремячихинским хребтом, составляя водораздел Обского и Енисейского речных бассейнов. Равнинно-степная часть округа залегает по обеим сторонам Енисея: Абаканская степь, Сагайская, Качинская и Солёная степь.

### Геогностический состав
Геогностический состав округа разнообразен. Постплиоценовые осадки в виде лёсса, сплошь покрывающего местность Ирбинской дачи, толщиной до 20 саженей, также распространены по правому берегу Енисея от устья реки Оя до устья реки Сыды. Следы юрской формации найдены в северо-восточном конце хребта Иссых, в котором в значительной степени развита и каменноугольная система, где находятся залежи каменного бурого угля. Отложения девонской системы занимают одно из первенствующих мест в округе, заполняя всю среднюю его часть: они представляют перемежаемость глинистых известняков с красными, серыми и зеленоватыми песчаниками, господствующими над первыми. Перемежаемость красноцветных пород с серо-жёлтыми образует всю высоту гор правого берега Енисея. Кристаллические породы, граниты, сиениты, диабазы, диориты, протогины, порфиры и мелафиры распространены как по всему Саяну, Кузнецкому Алатау, Белогорью, так и вдоль некоторых их отрогов; они обнажаются и на берегах Енисея. Кристаллические сланцы, в особенности тальковые, ещё более распространены в Саянах и его предгорьях. Почвенные условия округа весьма разнообразны; в гористых предгорьях Саяна, Белогорья, в междугорных долинах этих хребтов, равно как и Кузнецкого Алатау, почва вообще глинистая, болотистая и каменистая, непригодная для земледелия; на склонах гор и холмов внетаежной местности, а также по долинам рек средней части округа — чернозёмная и плодородная, способствующая развитию земледелия и сельского хозяйства, хотя толщина чернозёмного слоя не велика — от 6 до 12 вершков. Почва степей местами солонцеватая и песчанистая, но в общем производит прекрасные кормовые травы, способствующие развитию здесь скотоводства. Речные острова на Енисее и Тубе обладают прекрасными лугами, на которых заготовляется много сена. Дремучие, большей частью хвойные леса покрывают южную, юго-восточную, восточную, северо-восточную и юго-западную части округа, но в последнее время и здесь замечается некоторое истощение строевого леса, вследствие усиленных порубок, лесных пожаров и приисковых работ.

### Гидрография
Большинство главнейших рек округа принадлежит к системе Енисея, прорезывающего округ с юга на север на всём его протяжении, до границы Ачинского округа. Ширина, глубина и быстрота реки весьма различны; так, от реки Таловой до деревни Означенной, на протяжении 170 вёрст имеет от 150 до 200 саженей ширины и быстрота достигает от 12 до 15 вёрст в час, в стремнинах и порогах и того более. Река на этом плёсе только сплавная, протекает в высоких горах, спирающих её течение. При выходе Енисея из гор, ниже последнего порога, долина реки расширяется в степь с прекрасными лугами, плодородной почвой и доброкачественным лесом по его правому берегу, тогда как левый берег представляет безлесную, солонцеватую равнину. Течение реки становится медленным, она делается несудоходной. Вступая в район минусинской Солёной степи, ниже устья реки Шушь, река течёт по холмистой, песчанистой степи; песчаные дюны поросли в большинстве сосновым лесом. Ниже рек Тубы и Абакана ширина реки достигает 300—350 саженей, образуя по берегам и на островах обширные луга, но вскоре долина реки суживается и река течёт между песчаниковыми горами, от деревни же Быскара до границ округа река течёт между скалистых гор, которые местами отдаляются. Глубина реки от 2 до 5 саженей. Из более примечательных притоков Енисея следует отметить из правых реки Голубую, Сизую, Шушь, Ою, Лугавскую, Тубу, Сыду, Ком, Убей и Сисим; из левых реки Кантегир, Джой, Абакан, Коксу и Ербу. К рекам Обского бассейна принадлежит Чулым и его правая вершина река Белый Июс, текущий по границе Ачинского округа.
Из других рек, принадлежащих к степным озёрным бассейнам, примечательны река Туим — приток озера Белё, река Сон — приток озера Шира и река Карыш — приток озера Иткуль.
Озёрами, в особенности солёными и горько-солёными, округ изобилует; в нём считается 54 озера и солончака, производящих бузун, горькую и поваренную соль; из них более примечательны озера: Фыркал, Белё, Шира, Иткуль, Тоста-куль, Алтайское, Минусинское, Бейское, Тагарское, Красное; из пресных: Алысон, Маджар и Тибиркуль; из горных озеро Булан-куль, Ойское и Чёрное. Болот в округе немного, но в гористой его части они нередки; между ними известны: Тюхтетское, по реке Амыл, торфяники между деревнями Григорьевской и Салбой, по реке Кебешу и в районе озёр Маджар и Тибиркуль. Горько-солёное озеро Шира пользуется славой лечебного; к нему ежегодно съезжались до 500 больных для купания; к целебным озёрам могут быть причислены озера Тагарское и Минусинское.

## Климат
Климат округа вполне континентальный; средняя годовая температура +0,7°, средняя температура зимы −14,5°, весны +6,2°, лета +19° и осени −5,8°. Самый тёплый месяц — июль (+21°), самый холодный — январь (-22,4°). Площадь округа, ограниченная с юга и запада горными цепями, совершенно открыта для северных ветров; их влиянием объясняется и различная толщина снежного покрова. В южной, юго-западной, юго-восточной и восточной гористой частях округа, в дремучей тайге, накопляется столько снега, что таяние его задерживает наступление весны, сокращает летний период и служит причиной наводнений, почему в этих местностях, несмотря на местами благоприятную почву, невозможно земледелие. В равнинной и степной частях округа снежный покров незначителен, вследствие преобладания в первую половину зимы юго-западных ветров, которыми снег сдувается, весной же быстро исчезает, что даёт возможность инородцам держать скот на подножном корму почти всю зиму; но зато в этих местностях земледелие нередко страдает от засух.

## Население
Жителей в Минусинском округе (без города) считалось к 1 января 1896 года 153876 (81459 мужчин и 72417 женщин), из них православных 138887, раскольников 7412, католиков 1085, протестантов 5262, евреев 317, магометан 296, шаманствующих 358, прочих исповеданий 259. Большое количество протестантов объясняется существованием трёх ссыльнопоселенческих колоний — Верх. и Нижн. Буланка и Верх. Суэтук, куда направляются ссыльные протестанты. Этнографический состав округа самый разнообразный. Аборигенов края — инородцев — считается оседлых 5131 мужчина и 1986 женщин, кочующих — 13650 мужчин и 13122 женщины. Если исключить семейных, пришедших по воле за ссыльными, то всех ссыльнопоселенцев в округе 6149 мужчин и 486 женщин. Рождаемость и смертность населения, без города, за пятилетие: родилось в год мальчиков 3760, девочек 3545, в том числе незаконнорождённых 620 мальчиков и 615 девочек. Умирало ежегодно 2460 мужчин и 2267 женщин; прирост населения за пятилетие 6380 мужчин и 4956 женщин. Браков заключалось в год, в среднем за 5-летие, без города, 991. Минусинский округ отличается наивысшей брачностью в губернии, хотя в то же время и наивысшей цифрой незаконнорождённых (17 %). Смертность высока, достигая в среднем 30 на 1000 жителей обоего пола.
Грамотность развита слабо, но сравнительно Минусинский округ самый грамотный в губернии; грамотных и полуграмотных 6170 мужчин и 993 женщины. В округе 9 сельских школ министерства народного просвещения, в которых обучалось 290 мальчиков и 111 девочек, и 11 церковно-приходских школ, с 248 мальчиками и 62 девочками. В протестантских колониях имеются 3 катехизических школы, со 133 учащимися (71 мальчик и 62 девочки). Переселенческое движение с каждым годом возрастает; в последнее 10-летие переселилось из Европейской России по крайней мере 20000 человек; в последние 4 года прилив вольных переселенцев достигает с лишком 3000 человек в год. 49 церквей, 5 богаделен; два врача, несколько фельдшеров и ни одной больницы, исключая золотые прииски, при которых несколько больниц. В 3 протестантских колониях были 2 церкви и 1 молитвенный дом. Пути сообщения в округе, кроме Ачинско-Минусинского тракта, в незавидном положении, так как состоят из обыкновенных просёлочных дорог; дороги на золотые прииски неустроенны, по большей части это верховые тропы. Населённых пунктов в округе, кроме города: 9 казачьих станиц, 6 заводских поселений, 46 селений, 182 деревни и выселка, 77 заимок, менее 5 дворов в каждой, 144 инородческих улуса, 221 инородческое стойбище и два форпоста, Саянский и Бузуновский.
Заселённое пространство округа резко разделяется на две части — северную, в состав которой входит Абаканская, Идринская и Новосёловская волости, и южную, в которую входят все остальные; последняя населена вдвое плотнее северной. Самое крупное селение в округе, по числу жителей, Березовское, Курагинской волости, в котором числилось 2060 жителей; 9 селений имеют жителей более 1500 человек каждое и 16 селений более 1000 человек каждое; из инородческих улусов самый населённый — Усть-Сосской улус Сагайского ведомства, имеющий 63 дома и 416 жителей.

## Экономика
В отношении земледелия и скотоводства Минусинский округ занимал первое место в губернии и избытками своими снабжает Енисейский округ и золотые его прииски. В 1891 году под пашнями, паром и разделкой находились 233000 десятин; засевалось яровой ржи 90000 десятин, яровой пшеницы 60000 десятин, овса 40000 десятин, затем озимая рожь, ячмень, греча и проч. Покосов числилось 90000 десятин; собрано сена до 22 млн пудов. Хлеба собрано более 6 млн пудов. Огородничество довольно значительно, в особенности в Тесинской волости. Разводится много картофеля, капусты, лука, репы, огурцов, тыквы, арбузов и дынь, которые сплавляются на плотах вниз по Енисею в Красноярск и Енисейск. Посевы льна и пеньки с каждым годом увеличиваются. Табак-махорка и хмель невысокого качества; разведению подсолнуха, ягодных кустов и плодовых деревьев, которые стали вводить здесь переселенцы из России, мешают рано наступающие утренники и холодные росы в первой половине августа, а в особенности сильная стужа зимой. Собиранием дикорастущих корнеплодных растений (сарана и кандык) занимаются преимущественно инородцы. В Шушенской волости с успехом разводят свекловицу.
Числится во владении крестьян и инородцев 418256 десятин, казённых и заводских дач 1844494 десятины, казачьих 62482 десятины, городских 8881 десятина, помещичьих 312 десятин, церковных 2738 десятин. Лесов 261720 десятин, под строениями и селениями 11870 десятин, удобной, но не обработанной земли 123960 десятин, под пашнями и покосами 325000 десятин; остальное — неудобные земли и воды. Скотоводство в цветущем состоянии, несмотря на губительные падежи 1870-х гг. и редко прекращающуюся здесь эпизоотию. Лошадей числилось в 1895 году до 186600, рогатого скота 102460 голов, овец 350000, коз 11120, свиней 26340. Коневодство развито в степных местностях западной части округа, в особенности у инородцев и степных крестьян. Преобладающая порода лошадей — киргизская; конский завод всего один частный. Пчеловодство незначительно; до 18000 ульев, дающих ежегодно до 2500 пудов мёда и 500 пудов воска.
Рубка и сплав леса по Енисею, постройка барок, лодок и плотов составляют значительный промысел в восточной части округа. Из мелких лесных промыслов смолокурение, выжигание угля, сбор коры для дубления кож, ореховый промысел, добывание лиственничной серы для жевания, столь распространённого среди женского населения сибиряков-старожилов и инородцев, занимают немало рук в притаежном населении. Кустарная промышленность ограничивается тканьём холста, плетением неводов и сетей, валяньем войлоков и пим, шитьём тулупов и кое-каким щепенным промыслом. Звероловством занимаются инородцы и русские притаёжных местностей; предметом охоты преимущественно служат сохатые, изюбри, косули, кабарги, белки, рыси, медведи и изредка соболи; звериный промысел год от году падает. Рыболовство развито в приенисейских селениях. Извозный промысел и сплав барок и плотов с хлебом и прочими товарами по Енисею, Абакану и Тубе занимают несколько тысяч рук, как и работы на золотых приисках и заводах. Заводская промышленность ограничивается переработкой сырых продуктов земледелия, скотоводства, а также отчасти металлов и минералов. Всех заводов, не считая золотых промыслов, числилось 53, а сумма их производства не превосходила 1200000 руб., составляя, однако, почти 45 % всего заводского производства губернии. Из этой цифры падало 690000 руб. на 3 винокурни и 1 водочный завод, кроме того, находились в действии железоделательный чугунолитейный завод, с производством на 120000 рублей; три мельницы-крупчатки на 188000 руб., один стеклянный завод на 25000 руб., один спичечный на 27000 руб., три солеварни на 60 тыс. руб., один сахарный завод с производством до 35000 руб.; остальные заводы мелкие — кожевенные, гончарные, кирпичные и др.

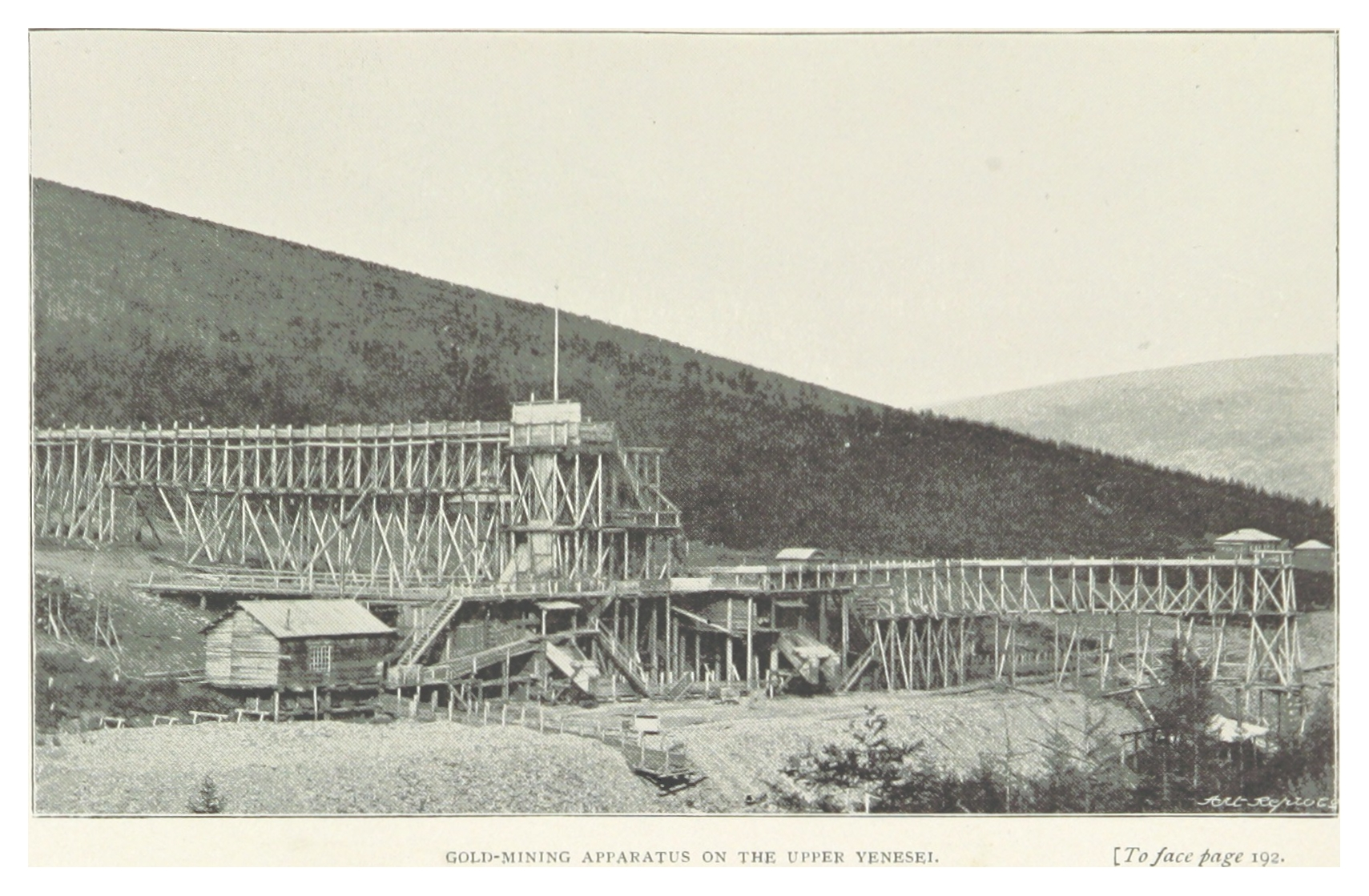
Установка по добыче золота.
Иллюстрация из книги Роберта Л. Джефферсона «Дикарём в Сибири» (1897)

Главнейшую отрасль промышленности составляет золотопромышленность. Золото открыто в 1835 году, а разработка началась с 1837 года. Все здешние прииски, считая и расположенные в земле Сойотской, за пограничными столбами, принадлежат к системе реки Енисей. Они находятся в горных долинах речных бассейнов Ои, Амыла, Кизира, Систикема, Убея, Сисима и Абакана. В бассейне реки Ои золота добыто было с небольшим 3 пуда. В бассейне Амыла добыто было золота (по 1890 г.) 815 пудов; в бассейне реки Кизир (по 1890 г.) 230 пудов; в бассейне реки Сисим 145 пудов; в бассейне реки Систекем добыто было золота с 1851 года по 1890 года 509 пудов; в бассейне реки Абакан (по 1890 г.) 30 пудов. 1894 года в Минусинском округе работалось 49 приисков с 1200 человек рабочих; золота добыто 29 пудов 30 фунтов, при среднем содержании его 39 долей в ста пудах песка. Добыча золота ныне, в сравнении с прежним, уменьшилась. Всего золота в округе с 1837 по 1895 года добыто 2100 пудов.
Россыпи золота в Минусинском округе  были разведаны не равномерно, большая часть приисков сосредоточилась на юге округа. Кадры принимавшихся рабочих формировались из ссыльнопереселенцев, городской бедноты, крестьян-отказников. Приискатели, нередко с семьями, ютились в бараках, землянках. Каждая семейная женщина за определенную плату кормила и обстирывала артель холостых рабочих из 4-5 и более человек. Условия работы на приисках были очень тяжелы. В 1888 из 11685 приисковых рабочих Енисейской губернии болело 5195 человек, то есть каждый второй. Одой из форм протеста против каторжных условий труда были побеги. В 1874  в Енисейской губернии было завербовано на прииски 11664 рабочих, из них 486 бежали. В 1880-е  от общего числа рабочих совершили побег 5,7% приискателей. 
В селениях немало маслобоен для выделки масла из льняного и конопляного семени, кедровых орехов, подсолнухов и горчицы; их считалось в 1890 г. более 30, с производством до 85000 руб. Ремесленников в округе состояло до 1700 человек; из них плотников 413, кузнецов и слесарей 351. В прошлом столетии существовали два казённых, затем закрывшихся и перешедших в частные руки, но также вскоре прекративших своё существование завода: Лугавский медеплавильный и Ирбинский железоделательный. Медная руда доставлялась на первый с Маинского рудника, а также из Базинского, Карышского и Сыринского. Ирбинский завод находился в Ирбинской даче по реке Тубе и её притоку, реке Ирбе; завод действовал, с большими перерывами, с 1742 по 1827 год. По исследованиям, произведённым в 1893 году, руды ирбинские очень богаты содержанием железа. В этой же Ирбинской даче найдены следы серебросвинцовых и медных руд и каменного бурого угля. В округе несколько ярмарок: в селе Каратуз — с оборотом в 17000 руб., в Абаканске — с оборотом в 60000 руб., в селе Солёноозёрном — с оборотом в 35000 руб.